# Gare du Bouveret
La gare du Bouveret est une gare ferroviaire située sur le territoire de la localité suisse du Bouveret, appartenant à la commune de Port-Valais, dans le canton du Valais.

## Situation ferroviaire
Établie à 374 mètres d'altitude, la gare du Bouveret est située au point kilométrique 22,91 de la ligne St-Gingolph–Bouveret–Monthey–St-Maurice, entre les gares des Évouettes (en direction de Saint-Maurice) et de Saint-Gingolph.
Elle est dotée de deux voies bordées par deux quais ainsi qu'une voie de service en impasse accessible uniquement en provenance de Saint-Gingolph.

## Histoire
La première gare du Bouveret été mise en service en 1859, en même temps que la section de Martigny à Saint-Maurice de la ligne du Simplon et de celle de Saint-Maurice au Bouveret de la ligne du Tonkin. La ligne a ensuite été prolongée en 1886 jusqu'à Saint-Gingolph.
Le bâtiment voyageurs a été reconstruit en 1928 tandis que les locaux de service de ce même bâtiment ont été transformés en 1954. Une halle à marchandises, aujourd'hui démolie, complétait l'ensemble. Le bâtiment voyageurs a été classé bâtiment d'importance historique en 2018. Il a été rénové durant seize mois et a rouvert en 2019, le tout pour un montant de 3,7 millions de francs suisses. Il accueille depuis l'administration communale de Port-Valais, les salles du Conseil et des commissions ainsi que l'office du tourisme.
La ligne Saint-Gingolph - Le Bouveret était desservie par la Compagnie de chemin de fer PLM à la suite de la convention internationale Franco-Suisse avec transbordement au Bouveret qui utilisait des locomotives à vapeur. 
Une activité spécifique s'est déroulée durant la guerre entre 1917 et 1918, lorsque l'Allemagne renvoyait en France des expatriés hommes, femmes et enfants, en passant par la Suisse. Au Bouveret, il fallait donc changer de locomotives et durant le temps d'arrêt, la population du village offraient thé et collations aux voyageurs. Durant la seconde guerre mondiale, Le Bouveret resta la seule porte ouverte vers la France, ce qui permit le ravitaillement de la Suisse et le transport des réfugiés. La SNCF, ayant repris l'activité du PLM, en 1938, l'activité voyageur depuis la France, diminua fortement et seul le transport de marchandises continua jusqu'en 1988 (29 mai 1988),

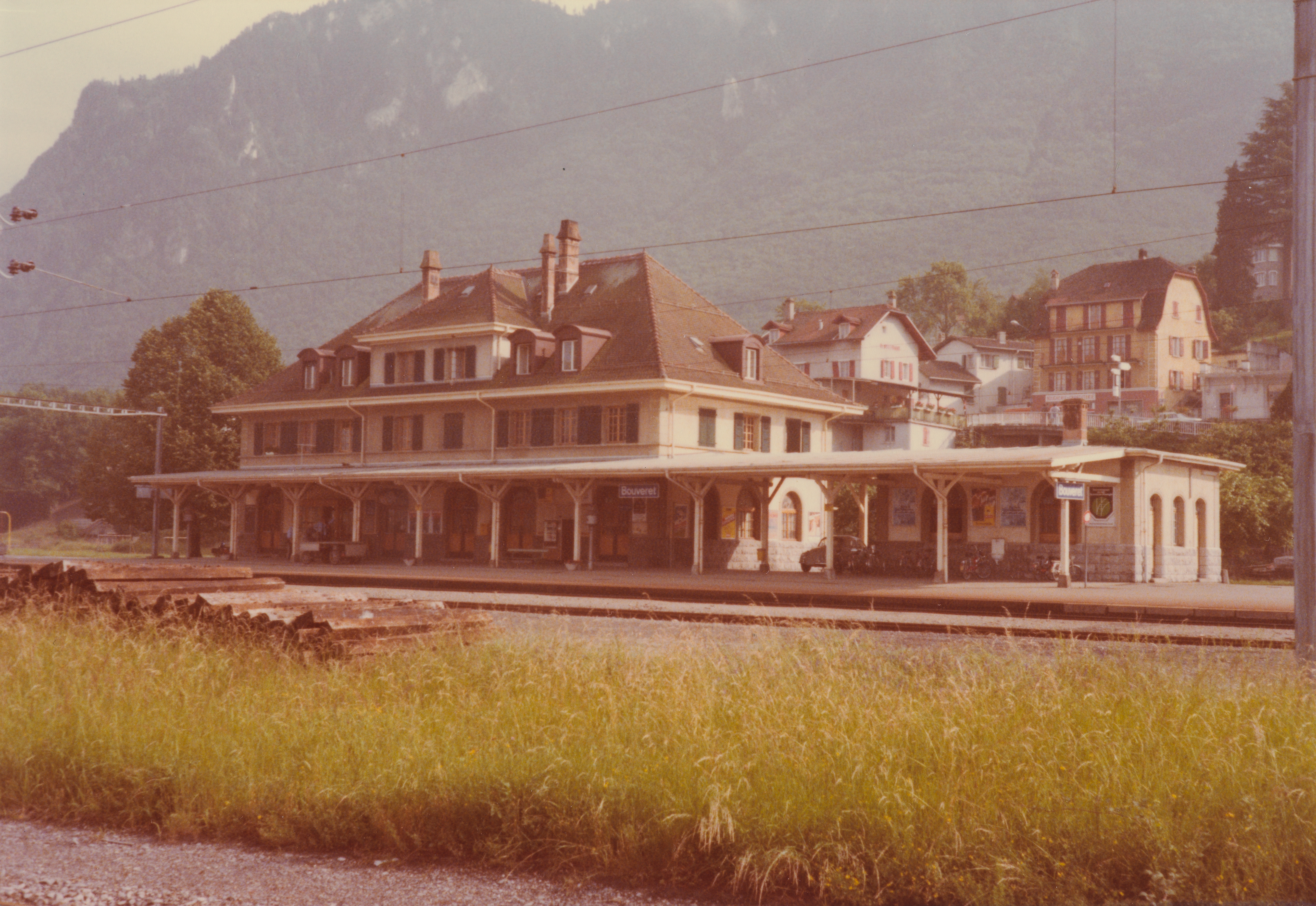
La gare en 1979.
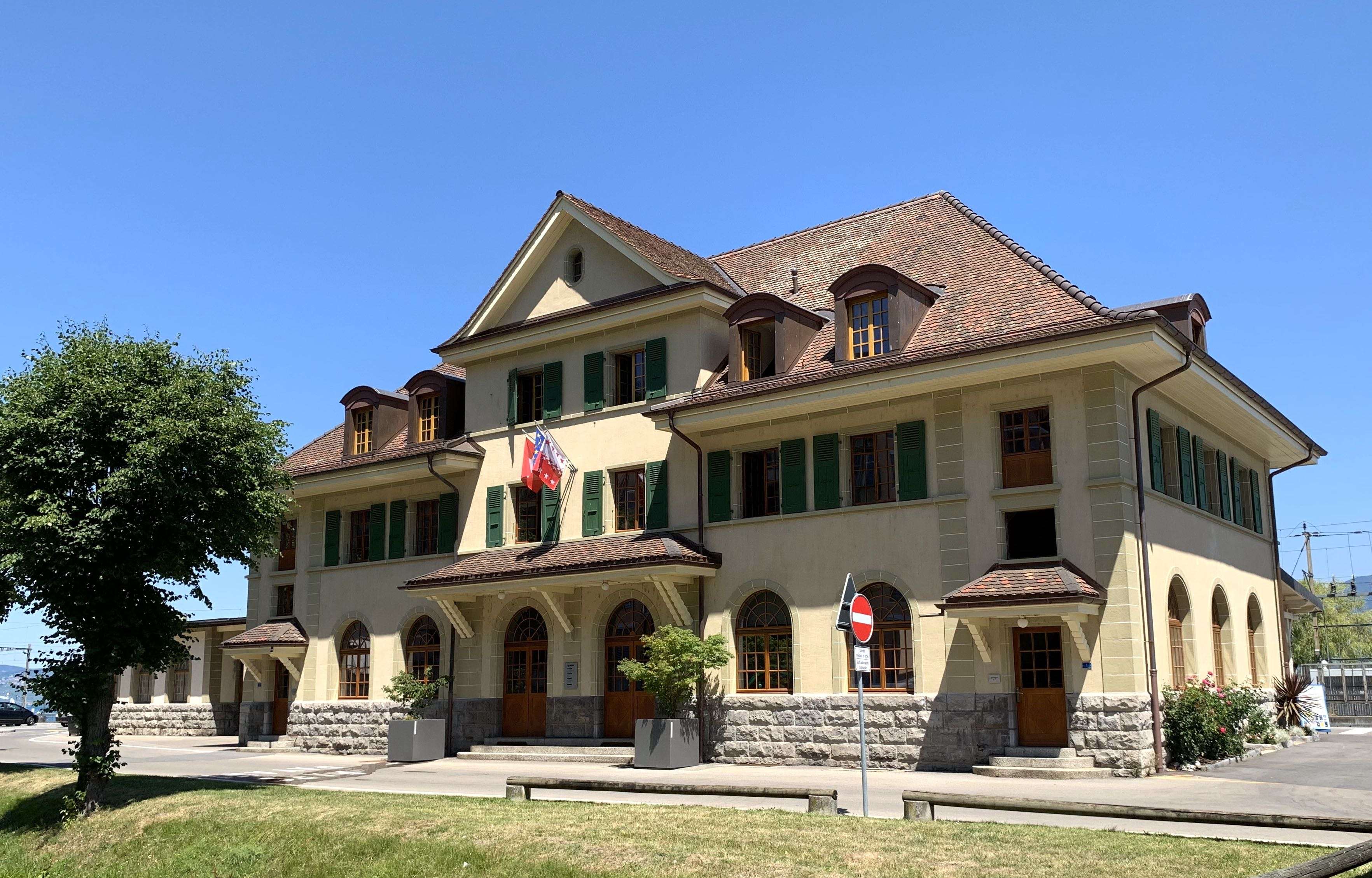
La face sud du bâtiment voyageurs.

## Service des voyageurs

### Accueil
Gare des CFF, elle dispose d'un bâtiment voyageurs réhabilité en bâtiment multi-services pour les services de la commune et l'office du tourisme ainsi que d'un distributeur automatique de titres de transports sur le quai. La gare est accessible aux personnes à mobilité réduite.

### Desserte
La gare est desservie toutes les heures par les trains Regio du RER Valais exploités par RegionAlps et reliant Brigue à Saint-Gingolph.

### Intermodalité
La gare du Bouveret est en correspondance à distance avec les bateaux de la CGN assurant des liaisons suivant les périodes de l'année entre le débarcadère de Bouveret (lac), Saint-Gingolph (Valais), Vevey voire le port de Lausanne-Ouchy.
Elle est également en correspondance avec la ligne CarPostal nocturne no 1 reliant la gare de Monthey à Saint-Gingolph qui circule les vendredis et samedis soir à l'arrêt Le Bouveret, village.